# Không quân Việt Nam hành khúc
"Không quân Việt Nam hành khúc" là một ca khúc do Nhạc sĩ Văn Cao sáng tác năm 1945 (sau khi sáng tác bài Tiến quân ca), lúc binh chủng này còn chưa được thành lập tại Việt Nam. Cùng lúc, Văn Cao còn viết những ca khúc khác như Hải quân Việt Nam, Chiến sĩ Việt Nam... cho các binh chủng tương lai, trước khi ông lên Việt Bắc tham gia kháng chiến chống Pháp cùng các lực lượng của Việt Nam Dân chủ Cộng hòa nhưng nhạc sĩ Văn Cao đã tham gia Việt Minh từ năm 1943. Thời kỳ này cũng là thời kỳ Văn Cao vừa chứng kiến sự bi thương của người dân chạy loạn tại Hà Nội đang ăn chơi (ông viết bài thơ Chiếc xe xác qua phường Dạ Lạc năm 1946) vừa chứng kiến không khí hào hùng trước khởi nghĩa.

## Lịch sử
Sau khi Văn Cao bị chỉnh huấn sau vụ Nhân văn Giai phẩm, ca khúc này được ít người hát tại miền Bắc. Tuy nhiên, ca khúc đã được sử dụng làm bài hát chính thức của Không lực Việt Nam Cộng hòa nhưng không được sự đồng ý của nhạc sĩ Văn Cao. Sau này bài hát cũng được cả Không quân nhân dân Việt Nam sử dụng và gia đình nhạc sĩ Văn Cao thừa nhận ca khúc này là viết cho Không quân nhân dân Việt Nam vì nó được viết khi nhạc sĩ tham gia Việt Minh